# 刻刻
《刻刻》（日语：刻刻）是日本漫畫家堀尾省太的漫畫作品，於講談社的雜誌《月刊Morning two》2008年第10号開始連載，2011年第四屆日本漫畫大獎入圍作品之一，並獲得第8名。

## 故事簡介
佑河樹里與無所事事的父親、兄長、养老的祖父、母親、單親媽媽的姊姊以及外甥一起生活。
某天，她的哥哥與外甥遭人綁架，為了拯救家人，樹里的爺爺使用佑河家代代相傳的「止界術」將時間暫停，但没想到進入止界的樹里一行人，居然遇到其他能在止界中行動的人。
面對神秘的宗教團體「真纯實愛會」以及保護止者的異形，樹里能否回到原本的日常生活呢？

## 登場角色
佑河樹里（聲：安濟知佳）
佑何家的次女。
能力：「驅逐」。可以把在止界中任何生物體內的靈回忍驅散出該名生物體外，使其在止界中驅逐出去變為止者，但唯獨不能驅逐自己。能力作用範圍是僅限手心碰觸被驅趕者體內靈回忍的中心點。
小時候因為她心愛的狗狗即將臨終，爺爺把她帶到止界，讓時間暫停，但是因為狗狗是止者狀態，跟死了沒有兩樣，樹里就非常傷心地跑開爺爺身邊，在她傷心之際遇到了翔子，不小心使用到能力，把翔子打了出去，救了神之離忍化的翔子。
長大後為了救出哥哥和姪子，爺爺再次使用了封印已久的止界術，在止界遇到了實愛會的信徒，他們想要奪走可以自由進出止界的佑何家本石（為進出止界的媒介石頭，實愛會的石頭是副石，只能進入止界，不能脫離），在一邊救出親人，一邊躲避敵人之下，樹里的能力再次覺醒，把許多敵人驅趕出止界。
因為發生了一些事，不得不在止界把本石破壞以救出爺爺，在事件結束後，她幫所有人脫離止界，自己在止界生活著，經過一天又一天，她的精神狀況開始不穩，體內的靈回忍開始騷動，在她即將完全變化為神之離忍時，意外的把止界初祖拉進止界，初祖幫她把體內的靈回忍安定下來，並且幫助她離開止界。
間島翔子（聲：瀨戶麻沙美）
能力：物理控制力，可以無視所有物理性質，進行操控。
小時候曾經被佑何家的止界術波及，一家人被拉進止界。除了她，她的爸爸、媽媽和弟弟因為精神狀態不穩定被體內寄宿的靈回忍吞噬變成了神之離忍無法離開止界，看到親人都離開了她，她的精神狀況也開始動搖，即將要變成神之離忍時，被小時候的樹里遇到，運用能力不小心把她趕出止界，阻止了神之離忍化，救了她一命。她立志一定要再次進入止界，救出她的家人。
因為小時候就造訪過止界，因此對止界瞭若指掌。
爺爺（聲：山路和弘）
佑何家樹里的爺爺。
能力：瞬間移動，移動範圍只能大概，不能精準地到達指定位置。
佑河貴文（聲：辻谷耕史）
佑何家樹里的爸爸，能力：無。
個性懶散、愛出風頭但又沒甚麼本事。
精神異於常人，能毫不猶豫的殺人。
佑河翼（聲：野島裕史）
佑何家樹里的哥哥，能力：無。
有人群恐懼症，在接小真放學時被綁架。
佑河真（聲：岩田龍門）
佑何家樹里的姪子。
能力：「命令」。可以控制神之離忍，以其思想行動。不過推測一次只能控制一隻。
佑河早苗（聲：生天目仁美）

佐河順治（聲：鄉田穗積）

潮見（聲：內田夕夜）

迫（聲：吉野裕行）

## 用語解說
止界
透過神石可以進入的靜止世界，並非時間暫停，時間依然持續。
只有被靈回忍附體的人才可在這個世界活動。
部分人可獲得特殊能力。
由一名神秘的女性創造出來，無任何意圖。
神之離忍
為在止界中保護止者不被非止者傷害的次級管理人，真實身分為被靈回忍完全控制的人類。
一感測到非止者的腦內物質存在著對止者的殺意，就會瞬間出現在殺害者後方，並用強大的力量把殺害者「爆頭」。
當神之離忍體內的靈回忍被驅逐時，型態將會崩解直至消散，放出內植生物。
靈回忍
生活在止界的靈體生物，當有其他生物體試圖進入止界，就會出現並且進入該名生物體的體內，使其能夠在止界活動自如。
反之，當靈回忍被驅逐出生物體體內，該生物就會回歸現實世界，成為止者。
當寄宿的生物體出現精神錯亂時，靈回忍就會躁動，並且吞噬該名生物，直至完全變化為神之離忍。

## 出版書籍
| 集數 | 講談社         | 講談社                 | 東立出版社    | 東立出版社             |
| 集數 | 發售日期       | ISBN                   | 發售日期      | ISBN                   |
| ---- | -------------- | ---------------------- | ------------- | ---------------------- |
| 1    | 2009年8月21日  | ISBN 978-4-06-372822-4 | 2012年3月16日 | ISBN 978-986-10-8823-5 |
| 2    | 2009年8月21日  | ISBN 978-4-06-372823-1 | 2012年3月16日 | ISBN 978-986-10-8824-2 |
| 3    | 2010年8月23日  | ISBN 978-4-06-372924-5 | 2012年5月23日 | ISBN 978-986-10-8825-9 |
| 4    | 2011年4月22日  | ISBN 978-4-06-372999-3 | 2012年7月6日  | ISBN 978-986-10-8826-6 |
| 5    | 2012年3月23日  | ISBN 978-4-06-387092-3 | 2013年1月10日 | ISBN 978-986-10-9952-1 |
| 6    | 2013年3月22日  | ISBN 978-4-06-387197-5 | 2014年4月10日 | ISBN 978-986-332-250-4 |
| 7    | 2013年11月22日 | ISBN 978-4-06-387249-1 |               |                        |
| 8    | 2014年10月23日 | ISBN 978-4-06-388354-1 |               |                        |

## 電視動畫
電視動畫於2018年1月8日開始播出。由接替Manglobe製作《虐殺器官》的動畫公司Geno Studio製作。 

### 製作團隊
- 原作 - 堀尾省太[2]
- 監督 - 大橋譽志光[2]
- 系列構成 - 木村暢[2]
- 人物原案 - 梅津泰臣[2]
- 人物設計、總作畫監督 - 日向正樹[2]
- 創造生物設計 - 須永賴太
- 道具設計 - 淺沼信也
- 美術監督 - 宍戶太一
- 美術設定 - 藤瀨智康
- 色彩設計 - 竹澤聰
- 編輯 - 長坂智樹
- 攝影監督 - 長田雄一郎
- 3DCG監督 - 北田伸
- 音響監督 - 藤田亞紀子
- 音樂製作 - FUJIPACIFIC Music
- 音樂 - 未知瑠[2]
- 製作人 - 木村誠
- 動畫製作人 - 大高健生
- 動畫製作 - Geno Studio[2]
- 製作 - TWIN ENGINE[2]

### 主題曲
片頭曲「Flashback」
填詞、作曲、編曲：Lenny Skolnik、MIYAVI、KenKen，主唱：MIYAVI vs KenKen
片尾曲
填詞、主唱：我念歌詞呆呆的，作曲：、我念歌詞呆呆的，編曲：

### 各話列表
| 話數     | 劇本     | 分鏡                | 演出                | 作畫監督                                                                           | 片尾插畫          |
| -------- | -------- | ------------------- | ------------------- | ---------------------------------------------------------------------------------- | ----------------- |
| 第壹刻   | 木村暢   | 大橋譽志光          | 湯川敦之            | 日向正樹                                                                           | 小野夏芽          |
| 第貳刻   | 木村暢   | 大森貴弘 石川健朝   | 石川健朝            | Cindy H.Yamauchi、梅津茜、大西秀明 岩井優器、袴田裕二、岡田正和 石川健朝、日向正樹 | 能條純一          |
| 第刻     | 木村暢   | 芦野芳晴            | 皆春羊二 川越崇弘   | 平野繪美                                                                           |                   |
| 第肆刻   | 豬爪慎一 | 湯川敦之            | 湯川敦之            | Cindy H. Yamauchi                                                                  | 足立金太郎 製作人 |
| 第伍刻   | 高木聖子 |                     |                     | 田寄雅郁、八木元喜                                                                 | 弘兼憲史          |
| 第陸刻   | 高木聖子 | 菅沼榮治            | 菅沼榮治            | 菅沼榮治、菊地洋子、日向正樹                                                       | 日向正樹          |
| 第柒刻   | 豬爪慎一 | 三條なみみ          | 鳥羽聰              | 大西秀明、飯飼一幸、日向正樹                                                       | 日向正樹          |
| 第捌刻   | 木村暢   | 寺岡巌              | 丸山裕介            | 平野絵美、梅津茜                                                                   | 猿渡哲也          |
| 第玖刻   | 猪爪慎一 | 田村耕太郎          | 川越崇弘            | 飯飼一幸、服部憲治、嘉村弘之 櫻井拓郎、冨澤和雄                                    | 日向正樹          |
| 第拾刻   | 木村暢   | 大橋譽志光 加藤洋人 | 小野田雄亮 江島泰男 | 日向正樹                                                                           |                   |
| 第拾壹刻 | 猪爪慎一 | 沖田宮奈            | 石川健朝            | 粟井重紀、金正男、日向正樹 石川健朝、梅津茜、袴田裕二                              | 日向正樹          |
| 第拾貳刻 | 木村暢   | 大橋誉志光          | 大橋誉志光          | 大西秀明、日向正樹、平野絵美 梅津茜                                                | 梅津泰臣          |

### 播放電視台
| 播放期間               | 播放時間             | 播放電視台 | 対象地域 | 備註                    |
| ---------------------- | -------------------- | ---------- | -------- | ----------------------- |
| 2018年1月8日 - 3月26日 | 星期一 0:30 - 1:00   | TOKYO MX   | 東京都   |                         |
|                        |                      | BS11       | 日本全域 | BS放送 / 『ANIME+』頻道 |
| 2018年1月9日 - 3月27日 | 星期二 22:00 - 22:30 | AT-X       | 日本全域 | CS放送 / 重播           |

網路上由亞馬遜影片於全世界獨佔配信中。

## 外部連結
- （日語）電視動畫「刻刻」官方網站 （页面存档备份，存于）